# فلوریدیا
فلوریدیا (به ایتالیایی: Floridia) یک کومونه در ایتالیا است که در استان سیراکوز واقع شده‌است.

## خصوصیات
فلوریدیا ۲۶٫۲۲ کیلومترمربع مساحت و ۲۱٬۴۰۶ نفر جمعیت دارد و ۱۱۱ متر بالاتر از سطح دریا واقع شده‌است.

## خواهرخوانده
شهرهای هارتفورد، کنتیکت و سانتیاگو دوتوکومان خواهرخوانده‌های فلوریدیا هستند.